# هوآنگ چائو
هوآنگ چائو (۸۳۵ تا ۱۳ ژوئیه ۸۸۴) یک قاچاقچی، سرباز و شورشی بود که بیشتر به عنوان سرکردهٔ شورشیانی که باعث ضعف شدید دودمان تانگ شدند، شناخته می‌شود.
هوآنگ پیش از پیوستن به شورشیان وانگ شیانژی (اواسط دههٔ ۸۷۰)، قاچاقچی نمک بود. او پس از پیوستن به شورشیان و تقسیم قدرت با آنها، گوانگ‌ژو را محاصره کرد. در ۸۸۱، سپاهیانش پایتخت چانگ‌آن را گرفتند و شیزونگ از تانگ، شاه وقت را مجبور به فرار کردند. هوآنگ خود را شاه چی خواند اما ارتش تانگ به فرماندهی شاتوئو او را شکست داد و با شکست‌های پی در پی او را راهی بیابان کرد. هوآنگ توسط برادرزاده اش لین یان کشته شد.

## پیش‌زمینه
دودمان تنگ، تأسیس سال ۶۱۸ میلادی، دوران طلایی خود را تمام کرده بود و در سرازیری سرنگونی افتاده بود، سرآغاز آن در شورش ان لوشان به رهبری فرماندهٔ سغد، ان لوشان بود. پس از آنکه ارتش شاهی توانست شورشیان را شکست دهد، قدرت ارتش‌های محلی بالا رفت اما هرچه قدرت شان بیشتر می‌شد نظم و هماهنگی شان کمتر می‌شد و البته خشم و نفرت مردم از دولت وقت بیشتر می‌شد این خشم منجر به چندین شورش در میانهٔ سدهٔ ۹ ام میلادی شد. کشاورزان، پرداخت کننده‌های مالیات و تاجرانی که فقیر شده بودند به همراه قاچاق شدید نمک، باعث ایجاد دورهٔ نفرت و شورش ضد حکومت شد. وانگ شیانژی و هوآنگ چائو دو مورد از رهبران مهم شورش‌ها در این دوره بودند.
اینکه هوآنگ زادهٔ چه روزی است در دسترس نیست تنها روشن است که اهل هزه (شاندونگ) است. خاندان او نسل در نسل تاجر نمک بودند و از راه قاچاق نمک ثروتمند شده بودند. هوآنگ خودش در سوارکاری، تیراندازی، شمشیرزنی و حتی ادبیات مهارت داشت. او از ثروتش استفاده کرد تا افراد را به خدمت خود درآورد. او دست کم یک برادر بزرگتر و شش برادر کوچکتر از خودش داشت. او پی در پی در آزمون‌های ورود به دولت شرکت می‌کرد اما هر بار رد می‌شد تا اینکه در نهایت ترجیح داد از راه شورش در برابر دودمان تانگ به قدرت برسد.

## شعر
از هوآنگ چائو چندین شعر به جای مانده‌است که حتی در برخی از آنها احساساتی همچون خشم و بی رحمی دیده می‌شود. او از زبان شعر استفاده می‌کند تا میزان آمادگی و خشم خود را به شورشیان و مخالفان نشان دهد؛ در فیلم چینی نفرین گل طلایی محصول ۲۰۰۶ از یکی از شعرها و جملات او استفاده شده‌است. هونگ‌وو مؤسس دودمان مینگ (۱۳۶۸ تا ۱۶۴۴) نیز شعری همانند آن سروده‌است.